# Mari Cruz Díaz
Mari Cruz Díaz (katalanisch, spanisch María Cruz Díaz García; * 24. Oktober 1969 in Barcelona) ist eine ehemalige spanische Geherin.

## Leben
Schon mit 13 Jahren trat sie erstmals mit der spanischen Nationalmannschaft an, als sie 1983 im Geher-Weltcup eingesetzt wurde. 1985 wurde sie Junioreneuropameisterin über 5000 Meter.
1986 stand zum ersten Mal Frauengehen auf dem Programm großer internationaler Meisterschaften. Bei den Leichtathletik-Europameisterschaften in Stuttgart war die Schwedin Ann Jansson klare Favoritin für die 10-Kilometer-Distanz. Ann Jansson gewann in 46:14 min Silber hinter Díaz in 46:09 min. Díaz löste mit 16 Jahren und 306 Tagen die Jugoslawin Vera Nikolić als jüngste Europameisterin ab.
Ein Jahr später, bei den Weltmeisterschaften 1987 in Rom, stellte Díaz ihre Bestzeit mit 44:48 min auf, wurde aber nur Vierte in dem von der Russin Irina Strachowa in 44:12 min gewonnenen Wettkampf. 1988 gewann Díaz Bronze über 3000 Meter bei den Leichtathletik-Halleneuropameisterschaften in Budapest. Mit 12:55,03 min lag sie gut sechs Sekunden hinter der Siegerin, ihrer Landsfrau María Reyes Sobrino. Im Sommer 1988 wurde Díaz Juniorenweltmeisterin über 5000 Meter.
Nach einem 15. Platz bei den Weltmeisterschaften 1991 in Tokio war Díaz auch 1992 in Barcelona bei der olympischen Premiere des Frauengehens am Start. In ihrer Heimatstadt wurde sie nach 45:32 min Zehnte mit einer Minute Rückstand auf die chinesische Siegerin Chen Yueling.
Nach einer mehrjährigen Wettkampfpause qualifizierte sie sich 2003 für das 20-km-Gehen der Weltmeisterschaften in Paris/Saint-Denis, wurde aber dort disqualifiziert.
Mari Cruz Díaz ist 1,61 m groß und wog in ihrer aktiven Zeit 47 kg.

## Bestzeiten
- 3000 m Gehen (Halle): 12:48,82 min, 1988
- 5000 m Gehen: 21:36,92 min, 7. August 1987, Birmingham
- 10.000 m Gehen: 44:41,71 min, 2. August 2003,	Jerez de la Frontera
- 10 km Gehen: 44:48 min, 1. September 1987, Rom
- 20 km Gehen: 1:32:10 h, 18. Mai 2003,	Tscheboksary